# Guzzafame
Guzzafame è una frazione del comune lombardo di Senna Lodigiana.
Al censimento del 21 ottobre 2001 contava 128 abitanti.

## Geografia fisica
La località è sita a 48 metri sul livello del mare. Dista circa 3 km a sud rispetto al capoluogo comunale, nei pressi dell'argine del fiume Po.

## Monumenti e luoghi d'interesse
Vi è presente la chiesa parrocchiale dei Santi Pietro e Andrea Apostoli. Della suddetta parrocchia è oggi parte anche la chiesa di Sant'Andrea del borgo di Corte Sant'Andrea.